# Metrioptera maritima
Metrioptera maritima är en insektsart som beskrevs av Olmo-vidal 1992. Metrioptera maritima ingår i släktet Metrioptera och familjen vårtbitare. Inga underarter finns listade i Catalogue of Life.